# Hong Kong britannico
La Colonia di Hong Kong (in cantonese:英屬香港, Yīng suhk hēung góng, Hong Kong britannico), dal 1981 Territorio d'oltremare di Hong Kong, fu una colonia britannica, comprendente l'isola di Hong Kong, dal 1841 al 1997. Divenuta una colonia britannica dopo la Prima Guerra dell'Oppio (1839-1842), fu occupata dai giapponesi dal 1941 al 1945. Il 1º luglio 1997 ritornò sotto la sovranità cinese.

## Storia

### Fondazione della colonia
Nel 1836, il governo manchu della dinastia Qing adottò una nuova politica sul commercio dell'oppio. Lin Zexu si offrì volontario per migliorare la situazione. Nel marzo del 1839, divenne Commissario Imperiale Speciale a Canton dove ordinò ai commercianti stranieri di oppio di arrendersi e consegnare al governo cinese le loro riserve. Bloccò le fabbriche locali gestite dagli inglesi e tagliò loro i rifornimenti. Il sovrintendente inglese, Charles Elliot, si accordò per cedere alle richieste di Lin per permettere agli inglesi di poter abbandonare l'area in sicurezza, lasciando che la questione venisse decisa dai due governi. Quando Elliot propose che il governo inglese avrebbe pagato per poter riottenere le proprie riserve di oppio, il governo cinese distrusse pubblicamente le 20.283 casse sequestrate.

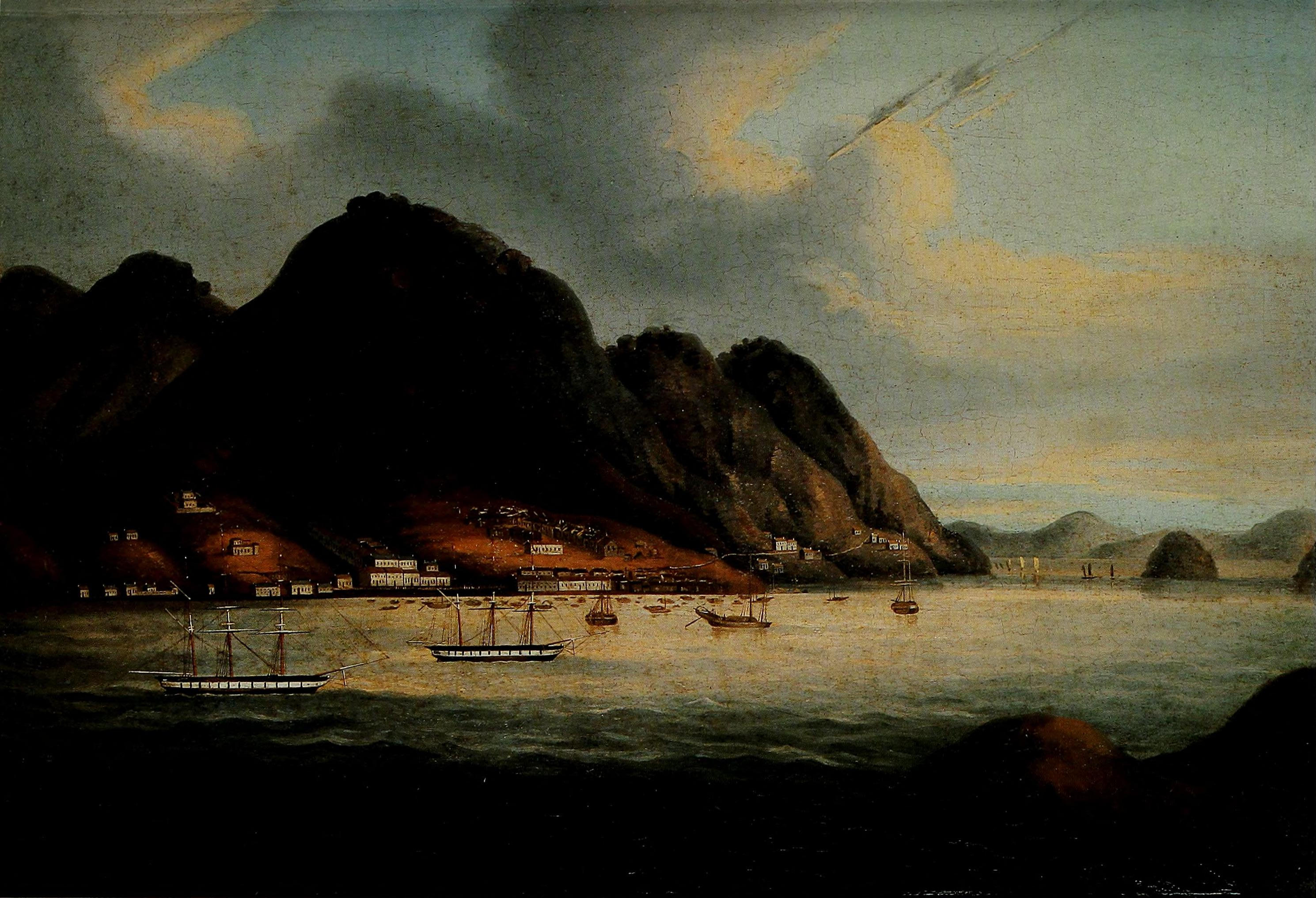
Una delle prime rappresentazioni dell'isola di Hong Kong, che mostra un primo insediamento poi divenuto Victoria City

Nel settembre del 1839, il gabinetto inglese di governo decise che i cinesi avrebbero pagato per la distruzione delle scorte inglesi, anche con l'uso della forza. Venne inviata quindi una forza di spedizione militare sotto Elliot e suo cugino, il contrammiraglio George Elliot, entrambi col ruolo di plenipotenziari, nel 1840. Il segretario degli esteri Lord Palmerston disse al governo cinese che il governo britannico non questionava sul diritto dei cinesi di proibire l'oppio e la sua commercializzazione, ma obiettava sul modo con cui tale pratica era stata impedita agli inglesi. Le forzature imposte ai mercanti stranieri ed il trattamento riservato in particolare agli inglesi, venne visto come fortemente lesivo per la loro onorabilità. Era stato il ministro in persona ad aver dato istruzioni ai cugini Elliot di occupare una delle isole locali e presentare personalmente una sua lettera al locale ufficiale dell'imperatore, procedendo quindi alla firma di un trattato, e se i cinesi avessero opposto resistenza, gli inglesi avrebbero dovuto bloccare il golfo di Bohai ed i porti chiave sui fiumi Yangtze e Giallo. Palmerston chiese inoltre la fondazione di una base commerciale a Chusan di modo che i mercanti inglesi "non dovessero essere soggetti ai capricci arbitrari del governo di Pechino o alle sue autorità locali presso i porti dell'Impero".
Nel 1841, Elliot negoziò col successore di Lin, Qishan, la Convenzione di Chuenpi nel corso della prima guerra dell'oppio. Il 20 gennaio, Elliot annunciò "la conclusione degli accordi preliminari", che includevano la cessione dell'isola di Hong Kong e del suo porto alla Corona britannica. Elliot scelse l'isola di Hong Kong al posto di quella di Chusan perché credeva che un insediamento posto più ad est avrebbe causato un'"indefinita protrazione delle ostilità", mentre il porto di Hong Kong si presentava come una base più ideale. Il 26 gennaio, la Union Jack venne levata su Hong Kong ed il commodoro James Bremer, comandante in capo delle forze britanniche in Cina, prese possesso formale dell'isola a Possession Point. Il 29 agosto 1842, la cessione fu formalmente ratificata col Trattato di Nanchino, che cedeva Hong Kong "in perpetuo" alla Gran Bretagna.

### Crescita ed espansione

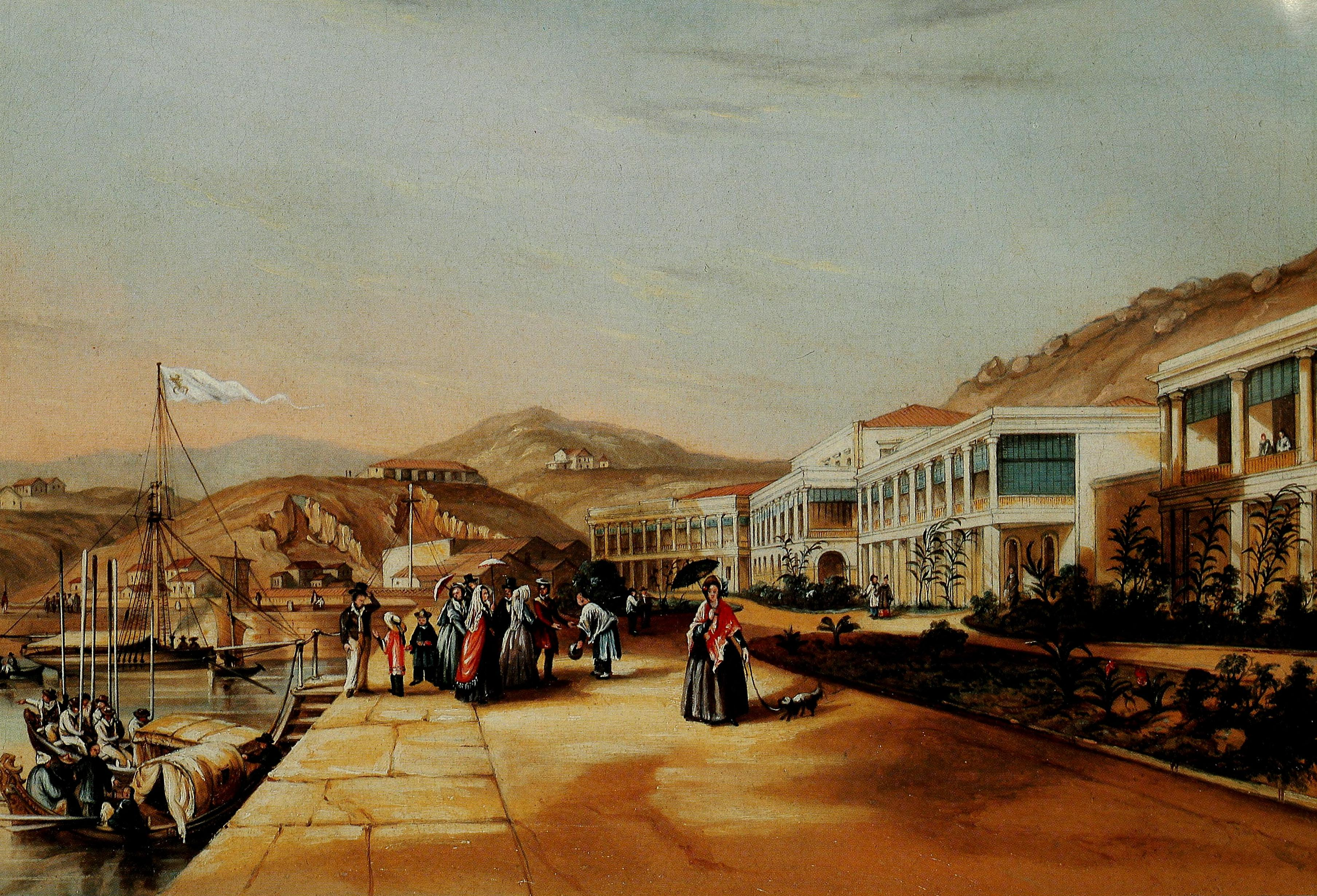
Spring Garden Lane, 1846

Il trattato non riuscì a soddisfare appieno le aspettative degli inglesi di una maggiore estensione dei profitti e del commercio, che portò ben presto ad una revisione dei termini. Nell'ottobre del 1856, le autorità cinesi a Canton trattennero la Arrow, una nave di proprietà cinese registrata ad Hong Kong per cercare la protezione inglese. Il console di Canton, Harry Parkes, ritenevano che l'arresto della ciurma a bordo e l'abbassamento della bandiera inglese fossero "un insulto ed un'azione molto gravi". Parkes e Sir John Bowring, IV governatore di Hong Kong, sfruttarono l'incidente per perseguire la politica coloniale inglese. Nel marzo del 1857, Palmerston nominò Lord Elgin quale nuovo plenipotenziario con l'intento di assicurarsi un nuovo trattato. Una forza militare francese si unì a quella inglese per vendicare l'esecuzione del missionario francese Auguste Chapdelaine avvenuta nel 1856. Nel 1860, la presa dei forti di Taku e l'occupazione di Pechino portarono al Trattato di Tientsin ed alla Convenzione di Pechino. Nel trattato di Tientsin, i cinesi accettarono le richieste degli inglesi di avere più porti aperti, di poter navigare liberamente il fiume Yangtze, di legalizzare il commercio dell'oppio e di avere una propria rappresentazione diplomatica a Pechino. Durante il conflitto, gli inglesi occuparono anche la penisola di Caolun. L'area è attualmente corrispondente alla parte a sud della Boundary Street e dell'Isola di Stonecutters che vennero poi cedute sulla base della convenzione di Pechino.

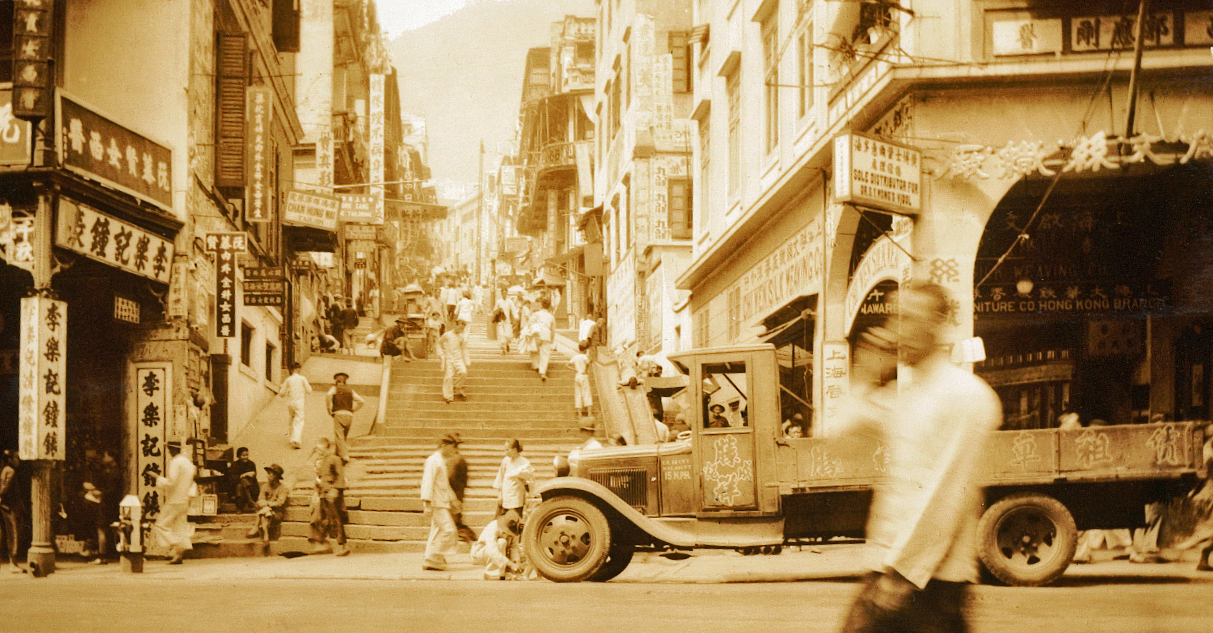
Hong Kong negli anni '30 del Novecento

Nel 1898, gli inglesi cercarono di estendere le difese di Hong Kong. Dopo l'inizio dei negoziati nell'aprile del 1898, tra l'ambasciatore inglese a Pechino, Sir Claude MacDonald, ed il diplomatico cinese Li Hongzhang, il 9 giugno venne siglata la Seconda convenzione di Pechino. Alla fine del XIX secolo le potenze internazionali si accordarono perché non fosse possibile parcellizzare oltre il territorio cinese al di fuori delle concessioni fatte alla Russia, alla Francia e l'estensione del governo di Hong Kong per altri 99 anni, con un'estensione dei domini.

### L'occupazione giapponese

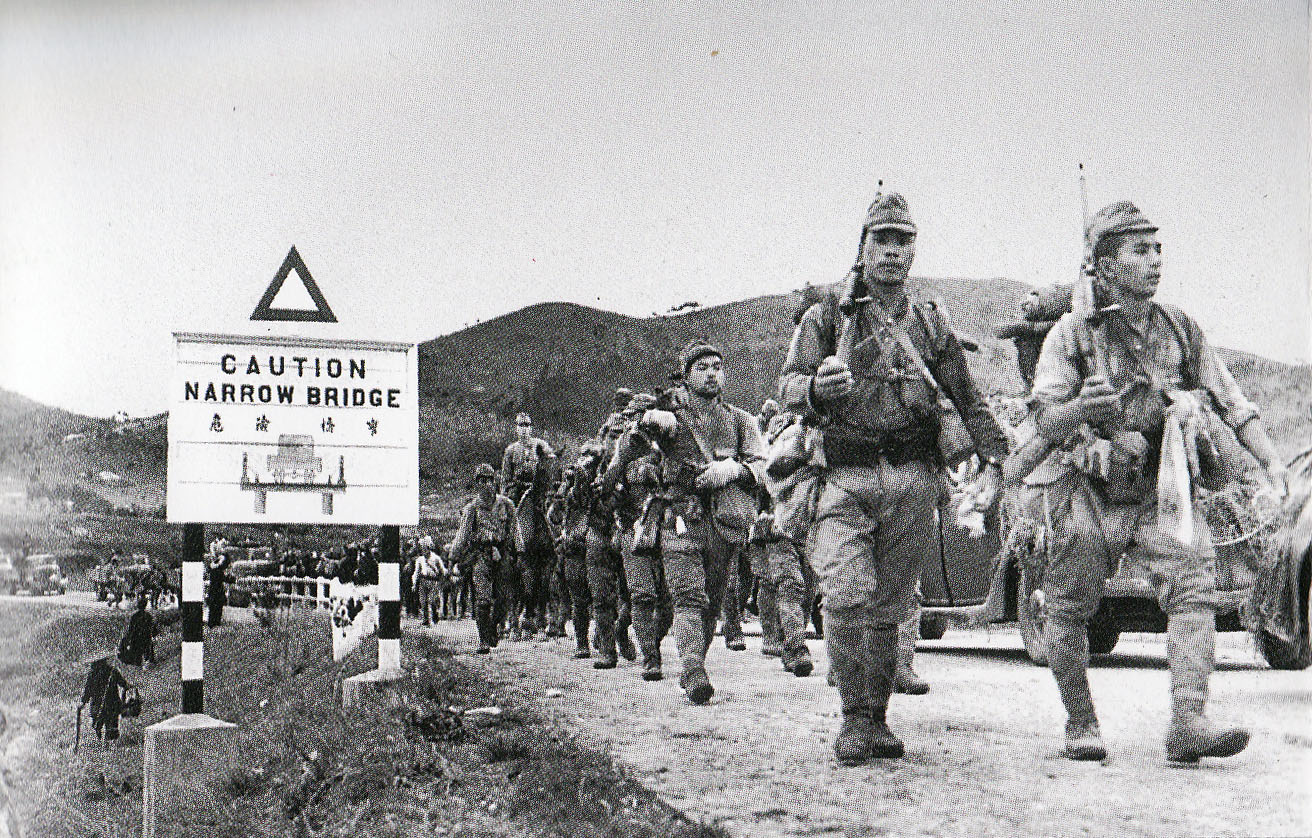
L'esercito giapponese attraversa il confine dalla terraferma, 1941

Nel 1941, durante la seconda guerra mondiale, gli inglesi raggiunsero un accordo col governo cinese sotto il comando del generalissimo Chiang Kai-shek che se il Giappone avesse attaccato Hong Kong, l'esercito rivoluzionario cinese avrebbe attaccato i giapponesi alle spalle. L'8 dicembre, la Battaglia di Hong Kong ebbe inizio quando i bombardieri giapponesi effettivamente distrussero le locali forze aeree britanniche in un solo attacco. Due giorni dopo, i giapponesi penetrarono nella Linea Gin Drinkers. Il comandante britannico, il maggiore generale Christopher Michael Maltby, concluse che l'isola non poteva essere difesa a lungo e si ritirò verso la terraferma. Il 18 dicembre, i giapponesi entrarono le porto di Victoria. Al 25 dicembre, le difese organizzate erano ormai ridotte a ben poco. Maltby raccomandò la resa al governatore Sir Mark Young, il quale accettò il consiglio del generale per evitare ulteriori perdite. Il giorno dopo l'invasione, Chiang ordinò a tre corpi d'armata al comando del generale Yu Hanmou di marciare verso Hong Kong, ma quando i cinesi si decisero ad attaccare, i giapponesi avevano già troncato le difese di Hong Kong. Le perdite inglesi ammontarono a 2232 tra morti e dispersi e 2300 feriti. I giapponesi riportarono 1996 morti e 6000 feriti.
I soldati giapponesi commisero delle atrocità come stupri su molti locali. La popolazione venne dimezzata, da 1.6 milioni nel 1941 a 750.000 alla fine della guerra, per i molti abbandoni del territorio, persone che rientrarono solo a guerra finita.
I giapponesi imprigionarono l'élite coloniale inglese e cercarono di guadagnarsi il favore dei mercanti locali nominando alcuni di loro al ruolo di consiglieri di governo. La politica adottata dal Giappone gli fruttò una notevole collaborazione tra l'élite e la classe media. Hong Kong venne trasformata in una colonia giapponese. Ad ogni modo, l'impero giapponese ebbe notevoli difficoltà logistiche e dal 1943 iniziarono ad esserci problemi per il cibo. I governanti locali divennero più brutali e corrotti ed i cinesi iniziarono a risollevare il capo. Con la resa del Giappone, il governo tornò agli inglesi con relativa facilità dal momento che nazionalisti e comunisti cinesi si stavano concentrando su altri fronti, tralasciando Hong Kong. Il ritorno al colonialismo inglese riportò i livelli a prima dell'occupazione giapponese, eliminando alcuni conflitti d'interesse creatisi.

### Il ripristino del governo inglese

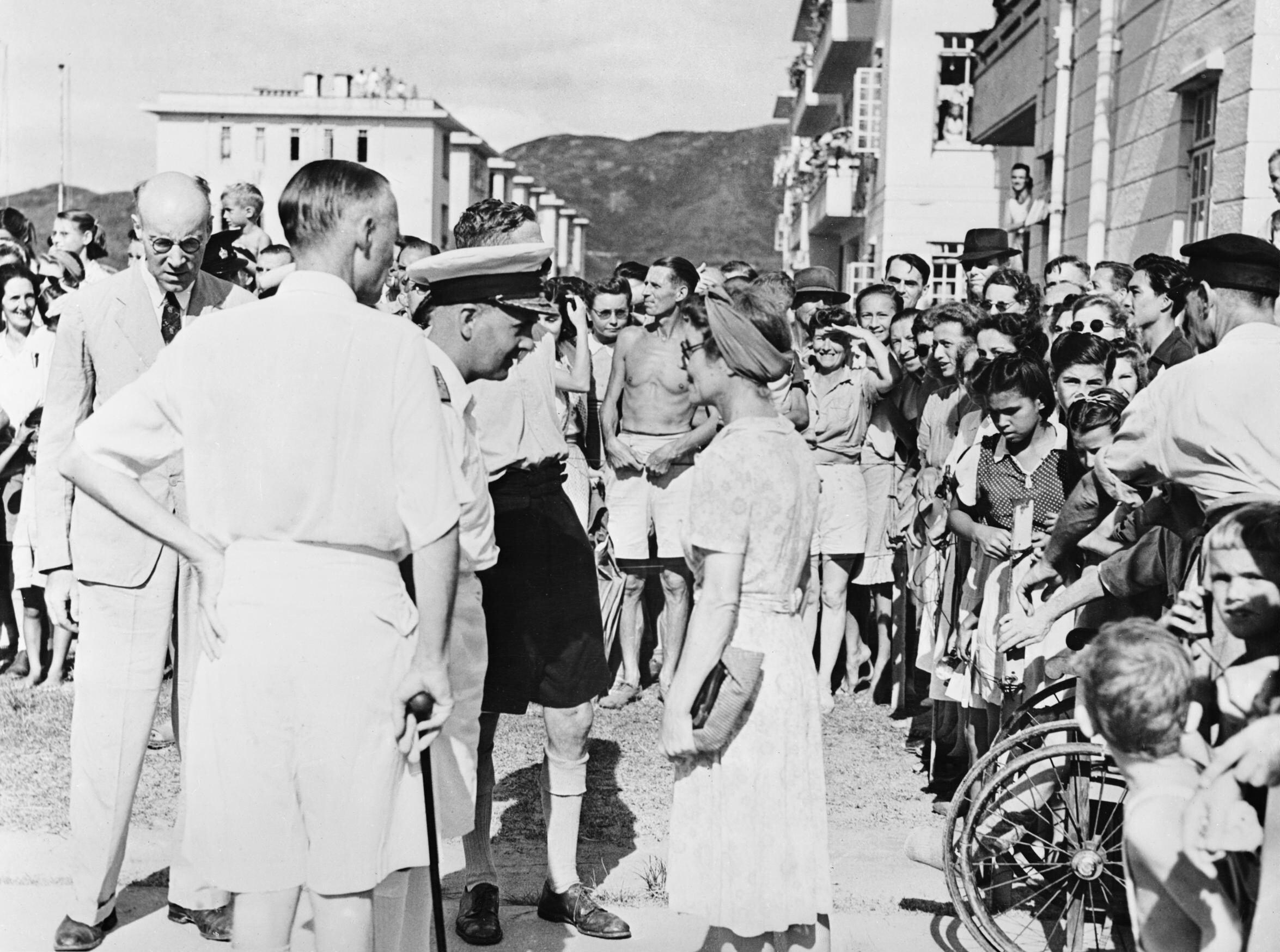
Forze britanniche rioccupano Hong Kong sotto il comando del contrammiraglio Cecil Harcourt, 30 agosto 1945

Il 14 agosto 1945, quando il Giappone annunciò la propria resa incondizionata, gli inglesi formarono uno squadrone navale da inviare ad Hong Kong. Il 1 settembre, il contrammiraglio Cecil Harcourt proclamò l'occupazione militare con sé stesso a capo. Egli accettò formalmente la resa giapponese il 16 settembre presso la residenza del governatore. Young, al suo ritorno come governatore nel maggio del 1946, perseguì una serie di politiche riformiste note come "Piano Young", credendo che per contrastare la determinazione del governo cinese a riprendere possesso di Hong Kong, fosse necessario dare agli abitanti locali una fetta di potere seppur limitata di modo da averne l'appoggio.

### La devoluzione alla Cina
La dichiarazione congiunta sino-britannica venne siglata dai primi ministri di Regno Unito e Repubblica Popolare Cinese il 19 dicembre 1984 a Pechino. Tale dichiarazione entrò in vigore il 27 maggio 1985 e venne registrata dai rispettivi governi il 12 giugno. Secondo gli accordi la Cina avrebbe ripreso la propria sovranità statale su Hong Kong, Kowloon e gli altri territori del possedimento coloniale dal 1º luglio 1997 ed in quello stesso giorno il governo inglese avrebbe rinunciato alla propria.
Alla cerimonia del 1997 partecipò il principe Carlo, il quale lesse un discorso per conto della regina Elisabetta II. Alla cerimonia presenziarono anche il primo ministro inglese da poco eletto, Tony Blair, il ministro degli esteri, Robin Cook, l'ormai ex governatore di Hong Kong, Chris Patten ed il capo dello staff della difesa, Charles Guthrie.
In rappresentanza della Repubblica Popolare Cinese presenziò Jiang Zemin, premier cinese, Li Peng e Tung Chee-hwa, membri del governo. L'evento venne trasmesso da radio e televisioni in tutto il mondo.

## Governatori di Hong Kong

### Primo periodo britannico (1841–1941)
| №  | Immagine | Nome                                             | Durata mandato    | Durata mandato    | Durata mandato |
| №  | Immagine | Nome                                             | Inizio            | Fine              |                |
| -- | -------- | ------------------------------------------------ | ----------------- | ----------------- | -------------- |
|    |          | Sir Charles Elliot 義律 (1801–1875)              | 26 gennaio 1841   | 12 Agosto 1841    |                |
|    |          | Alexander Robert Johnston 莊士敦 (1812–1888)     | 22 giugno 1841    | 1 febbraio 1842   |                |
|    |          | Sir Henry Pottinger 砵甸乍 (1789–1856)           | 12 agosto 1841    | 26 giugno 1843    |                |
|    |          | Alexander Robert Johnston 莊士敦 (1812–1888)     | 13 giugno 1842    | 2 dicembre 1842   |                |
| 1  |          | Sir Henry Pottinger 砵甸乍                       | 26 giugno 1843    | 8 maggio 1844     |                |
| 2  |          | Sir John Francis Davis 戴維斯                    | 8 maggio 1844     | 18 marzo 1848     |                |
|    |          | William Staveley 士他花利 (1784–1854)            | 18 marzo 1848     | 21 marzo 1848     |                |
| 3  |          | Sir George Bonham 文咸 (1803–1863)               | 21 marzo 1848     | 13 aprile 1854    |                |
| 4  |          | Sir John Bowring 寶靈 (1792–1872)                | 13 aprile 1854    | 5 maggio 1859     |                |
|    |          | William Caine 堅 (1799–1871)                     | 5 maggio 1859     | 9 settembre 1859  |                |
| 5  |          | Sir Hercules Robinson 羅士敏 (1824–1897)         | 9 settembre 1859  | 15 marzo 1865     |                |
|    |          | William Thomas Mercer 孖沙 (1821–1879)           | 15 marzo 1865     | 11 marzo 1866     |                |
| 6  |          | Sir Richard Graves MacDonnell 麥當奴 (1814–1881) | 11 marzo 1866     | 11 aprile 1872    |                |
|    |          | Henry Wase Whitfield 威非路 (1814–1877)          | 11 aprile 1872    | 16 aprile 1872    |                |
| 7  |          | Sir Arthur Kennedy 堅尼地 (1809–1883)            | 16 aprile 1872    | 1 marzo 1877      |                |
|    |          | John Gardiner Austin 柯士甸 (1811–1900)          | 1 marzo 1877      | 22 aprile 1877    |                |
| 8  |          | Sir John Pope Hennessy 軒尼詩 (1834–1891)        | 22 aprile 1877    | 7 marzo 1882      |                |
|    |          | Malcolm Struan Tonnochy 杜老誌 (1841–1882)       | 7 marzo 1882      | 28 marzo 1882     |                |
|    |          | Sir William Henry Marsh 馬殊 (1827–1906)         | 28 marzo 1882     | 30 marzo 1883     |                |
| 9  |          | Sir George Bowen 寶雲 (1821–1899)                | 30 marzo 1883     | 21 dicembre 1885  |                |
|    |          | Sir William Henry Marsh 馬殊 (1827–1906)         | 21 dicembre 1885  | 25 aprile 1887    |                |
|    |          | William Gordon Cameron 金馬倫 (1827–1913)        | 25 aprile 1887    | 6 ottobre 1887    |                |
| 10 |          | Sir William Des Voeux 德輔 (1834–1909)           | 6 ottobre 1887    | 7 maggio 1891     |                |
|    |          | Sir George Digby Barker 白加 (1833–1914)         | 7 maggio 1891     | 10 dicembre 1891  |                |
| 11 |          | Sir William Robinson 羅便臣 (1836–1912)          | 10 dicembre 1891  | 1 febbraio 1898   |                |
|    |          | Sir Wilsone Black 布力 (1837–1909)               | 1 febbraio 1898   | 25 novembre 1898  |                |
| 12 |          | Sir Henry Arthur Blake 卜力 (1840–1918)          | 25 Novembre 1898  | 21 novembre 1903  |                |
|    |          | Sir Francis Henry May 梅含理 (1860–1922)         | 21 novembre 1903  | 29 luglio 1904    |                |
| 13 |          | Sir Matthew Nathan 彌敦 (1862–1939)              | 29 luglio 1904    | 20 aprile 1907    |                |
|    |          | Sir Francis Henry May 梅含理 (1860–1922)         | 20 aprile 1907    | 29 luglio 1907    |                |
| 14 |          | Sir Frederick Lugard 盧吉 (1858–1945)            | 29 luglio 1907    | 16 marzo 1912     |                |
|    |          | Claud Severn 施勳 (1869–1933)                    | 16 marzo 1912     | 24 luglio 1912    |                |
| 15 |          | Sir Francis Henry May 梅含理 (1860–1922)         | 24 luglio 1912    | 12 settembre 1918 |                |
|    |          | Claud Severn 施勳 (1869–1933)                    | 12 settembre 1918 | 30 settembre 1919 |                |
| 16 |          | Sir Reginald Edward Stubbs 司徒拔 (1876–1947)    | 30 settembre 1919 | 19 marzo 1925     |                |
|    |          | Claud Severn 施勳 (1869–1933)                    | 19 marzo 1925     | 1 novembre 1925   |                |
| 17 |          | Sir Cecil Clementi 金文泰 (1875–1947)            | 1 novembre 1925   | 1 febbraio 1930   |                |
|    |          | Thomas Southorn 修頓 (1879–1957)                 | 1 febbraio 1930   | 9 marzo 1930      |                |
| 18 |          | Sir William Peel 貝璐 (1875–1945)                | 9 marzo 1930      | 17 maggio 1935    |                |
|    |          | Thomas Southorn 修頓 (1879–1957)                 | 17 maggio 1935    | 13 settembre 1935 |                |
|    |          | Norman Lockhart Smith 史美 (1887–1968)           | 13 settembre 1935 | 1 novembre 1935   |                |
|    |          | Thomas Southorn 修頓 (1879–1957)                 | 1 novembre 1935   | 12 dicembre 1935  |                |
| 19 |          | Sir Andrew Caldecott 郝德傑 (1884–1951)          | 12 dicembre 1935  | 16 aprile 1937    |                |
|    |          | Norman Lockhart Smith 史美 (1887–1968)           | 16 aprile 1937    | 28 ottobre 1937   |                |
| 20 |          | Sir Geoffry Northcote 羅富國 (1881–1948)         | 28 ottobre 1937   | 6 settembre 1941  |                |
|    |          | Norman Lockhart Smith 史美 (1887–1968)           | 6 settembre 1941  | 10 settembre 1941 |                |
| 21 |          | Mark Aitchison Young 楊慕琦 (1886–1974)          | 6 settembre 1941  | 25 dicembre 1941  |                |

### Occupazione giapponese (1941–1945)
| № | Immagine | Nome                                 | Durata mandato   | Durata mandato   | Durata mandato |
| № | Immagine | Nome                                 | Inizio           | Fine             |                |
| - | -------- | ------------------------------------ | ---------------- | ---------------- | -------------- |
|   |          | Takashi Sakai 酒井隆 (1886–1967)     | 25 dicembre 1941 | 20 febbraio 1942 |                |
|   |          | Masaichi Niimi 新見政一 (1887–1993)  | 25 dicembre 1941 | 20 febbraio 1942 |                |
| 1 |          | Rensuke Isogai 磯谷廉介 (1886–1967)  | 20 febbraio 1942 | 24 dicembre 1944 |                |
| 2 |          | Hisakazu Tanaka 田中久一 (1889–1947) | 1 febbraio 1945  | 16 agosto 1945   |                |

### Secondo periodo britannico (1945–1997)
| №  | Immagine | Nome                                         | Durata mandato   | Durata mandato   | Durata mandato |
| №  | Immagine | Nome                                         | Inizio           | Fine             |                |
| -- | -------- | -------------------------------------------- | ---------------- | ---------------- | -------------- |
|    |          | Sir Franklin Charles Gimson 詹遜 (1890–1975) | 28 agosto 1945   | 30 agosto 1945   |                |
|    |          | Sir Cecil Harcourt 夏愨 (1892–1959)          | 1 settembre 1945 | 1 maggio 1946    |                |
| 21 |          | Sir Mark Aitchison Young 楊慕琦 (1886–1974)  | 1 maggio 1946    | 17 maggio 1947   |                |
|    |          | David Mercer MacDougall 麥道高 (1904–1991)   | 17 maggio 1947   | 25 luglio 1947   |                |
| 22 |          | Sir Alexander Grantham 葛量洪 (1899–1978)    | 25 luglio 1947   | 31 dicembre 1957 |                |
|    |          | Edgeworth Beresford David 戴維德 (1908–1965) | 31 dicembre 1957 | 23 gennaio 1958  |                |
| 23 |          | Sir Robert Brown Black 柏立基 (1906–1999)    | 23 gennaio 1958  | 31 marzo 1964    |                |
|    |          | Edmund Brinsley Teesdale 戴斯德 (1915–1997)  | 31 marzo 1964    | 14 aprile 1964   |                |
| 24 |          | Sir David C.C. Trench 戴麟趾 (1915–1988)     | 14 aprile 1964   | 19 ottobre 1971  |                |
|    |          | Sir Hugh Norman-Walker 羅樂民 (1916–1985)    | 19 ottobre 1971  | 19 novembre 1971 |                |
| 25 |          | Sir Murray MacLehose 麥理浩 (1917–2000)      | 19 novembre 1971 | 8 maggio 1982    |                |
|    |          | Sir Jack Cater (1922–2006)                   | 20 novembre 1978 | 27 agosto 1981   |                |
|    |          | Sir Philip Haddon-Cave 夏鼎基 (1925–1999)    | 8 maggio 1982    | 20 maggio 1982   |                |
| 26 |          | Sir Edward Youde 尤德 (1924–1986)            | 20 maggio 1982   | 4 dicembre 1986  |                |
|    |          | Sir David Akers-Jones 鍾逸傑 (1929)          | 4 dicembre 1986  | 9 aprile 1987    |                |
| 27 |          | Sir David Wilson 衛奕信 (1936)               | 9 aprile 1987    | 9 luglio 1992    |                |
| 28 |          | Chris Patten 彭定康 (1944)                   | 9 luglio 1992    | 30 giugno 1997   |                |